# Luke Plapp
Lucas Plapp –conhecido como Luke Plapp– (Melbourne, 25 de dezembro de 2000) é um desportista australiano que compete em ciclismo  nas modalidades de Ciclismo pista e rota.
Participou nos Jogos Olímpicos de Verão de 2020, obtendo uma medalha de bronze na prova de perseguição por equipas (junto com Kelland O'Brien, Sam Welsford e Leigh Howard).
Em estrada ganhou duas medalhas no Campeonato Mundial de Ciclismo em Estrada, nos anos 2021 e 2022.

## Palmarés internacional
| Jogos Olímpicos | Jogos Olímpicos | Jogos Olímpicos   | Jogos Olímpicos         |
| Ano             | Lugar           | Medalha           | Competição              |
| --------------- | --------------- | ----------------- | ----------------------- |
| 2020            | Tóquio ( Japão) | Medalha de bronze | Perseguição por equipas |

| Campeonato Mundial | Campeonato Mundial      | Campeonato Mundial | Campeonato Mundial                |
| Ano                | Lugar                   | Medalha            | Competição                        |
| ------------------ | ----------------------- | ------------------ | --------------------------------- |
| 2021               | Flandres ( Bélgica)     | Medalha de prata   | Contrarrelógio sub-23             |
| 2022               | Wollongong ( Austrália) | Medalha de bronze  | Contrarrelógio por relevos mistos |

## Palmarés
- 2021
  - Campeonato da Austrália Contrarrelógio  
  - 2.º no Campeonato Mundial Contrarrelógio sub-23

- 2022
  - Campeonato da Austrália em Estrada

- 2023
  - Campeonato da Austrália em Estrada

## Resultados

### Grandes Voltas e Campeonatos do Mundo
| Corrida                | Corrida                | 2022 |
| ---------------------- | ---------------------- | ---- |
|                        | Giro d'Italia          | —    |
|                        | Tour de France         | —    |
|                        | Volta a Espanha        | 95.º |
| Mundial em Estrada     | Mundial em Estrada     | Ab.  |
| Mundial Contrarrelógio | Mundial Contrarrelógio | 12.º |

—: não participa

Ab.: abandono

### Clássicas, Campeonatos e JJ. OO.
| Corrida                  | Corrida                  | 2021 | 2022 | 2023 |
| ------------------------ | ------------------------ | ---- | ---- | ---- |
| Mundial em Estrada       | Mundial em Estrada       | —    | Ab.  |      |
| Mundial Contrarrelógio   | Mundial Contrarrelógio   | —    | 12.º |      |
| Austrália em Estrada     | Austrália em Estrada     | 17.º | 1.º  | 1.º  |
| Austrália Contrarrelógio | Austrália Contrarrelógio | 1.º  | —    | 4.º  |

—: não participa

Ab.: abandono

## Equipas
- Ineos Grenadiers (stagiaire) (2021)
- Ineos Grenadiers (2022-)